# Cuencas endorreicas entre fronterizas y salar de Atacama
Cuencas endorreicas entre fronterizas y salar de Atacama es el nombre asignado al ítem 024 del inventario de cuencas de Chile (BNA) que reúne varias cuencas hidrográficas colindantes, cada una de ellas endorreica, ubicadas entre las cuencas fronterizas y la cuenca del salar de Atacama.
En el inventario de cuencas de Chile (DARH) está consignada bajo el código 0204.
A partir de los años 70 se ha ampliado el concepto de cuenca hasta entender, ya en los primeros años del siglo XXI, una cuenca hidrográfica en lo que respecta a su definición espacial y funcional, como la unidad geopolítica y socioeconómica más apropiada y racional para el desarrollo integrado de los recursos de tierras y aguas asociados a la vegetación y en conjunto con los usuarios de nivel local y regional.: 17 
| BNA | DARH |
|     |      |

## Límites

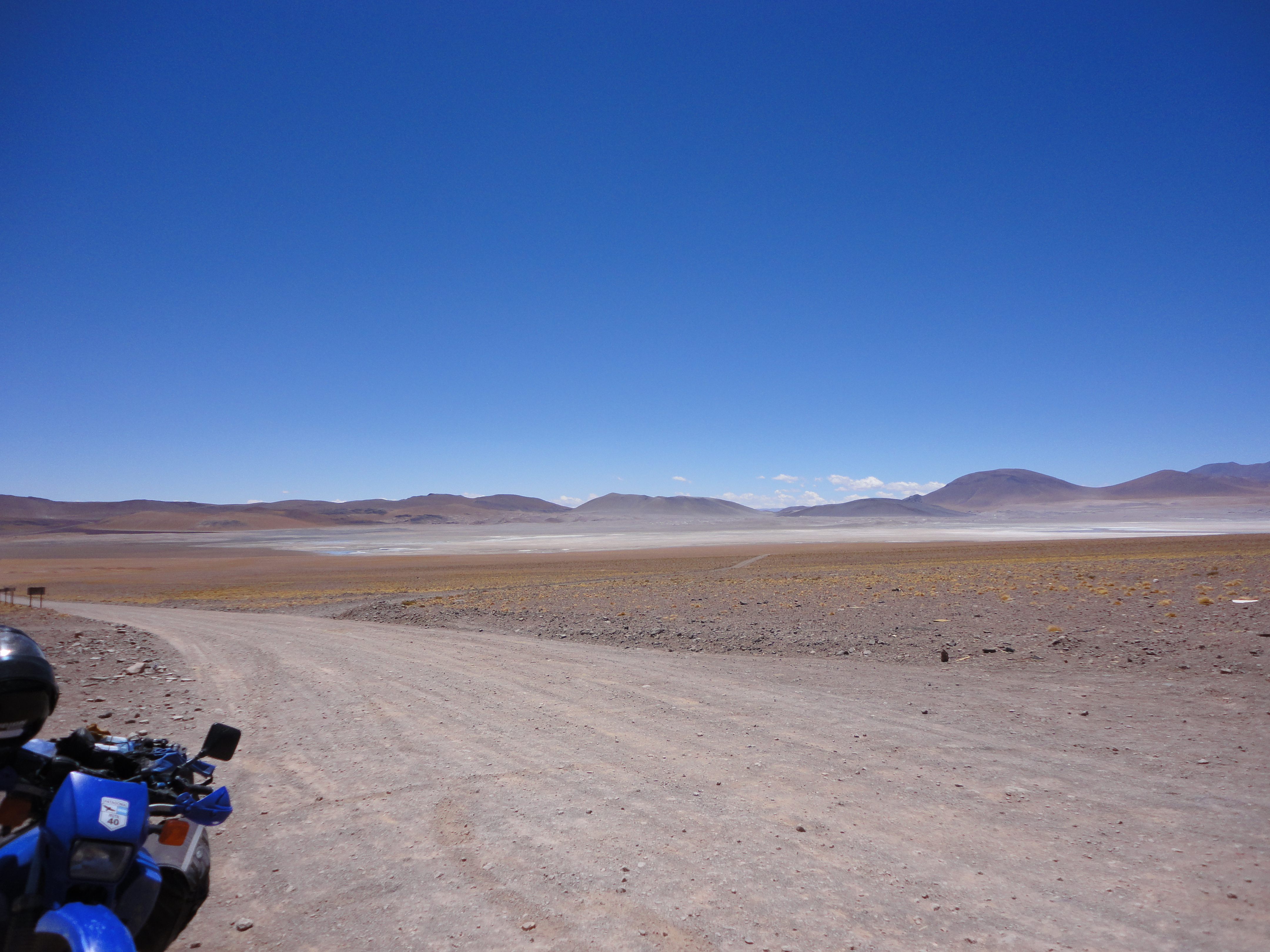
Salar del Laco.

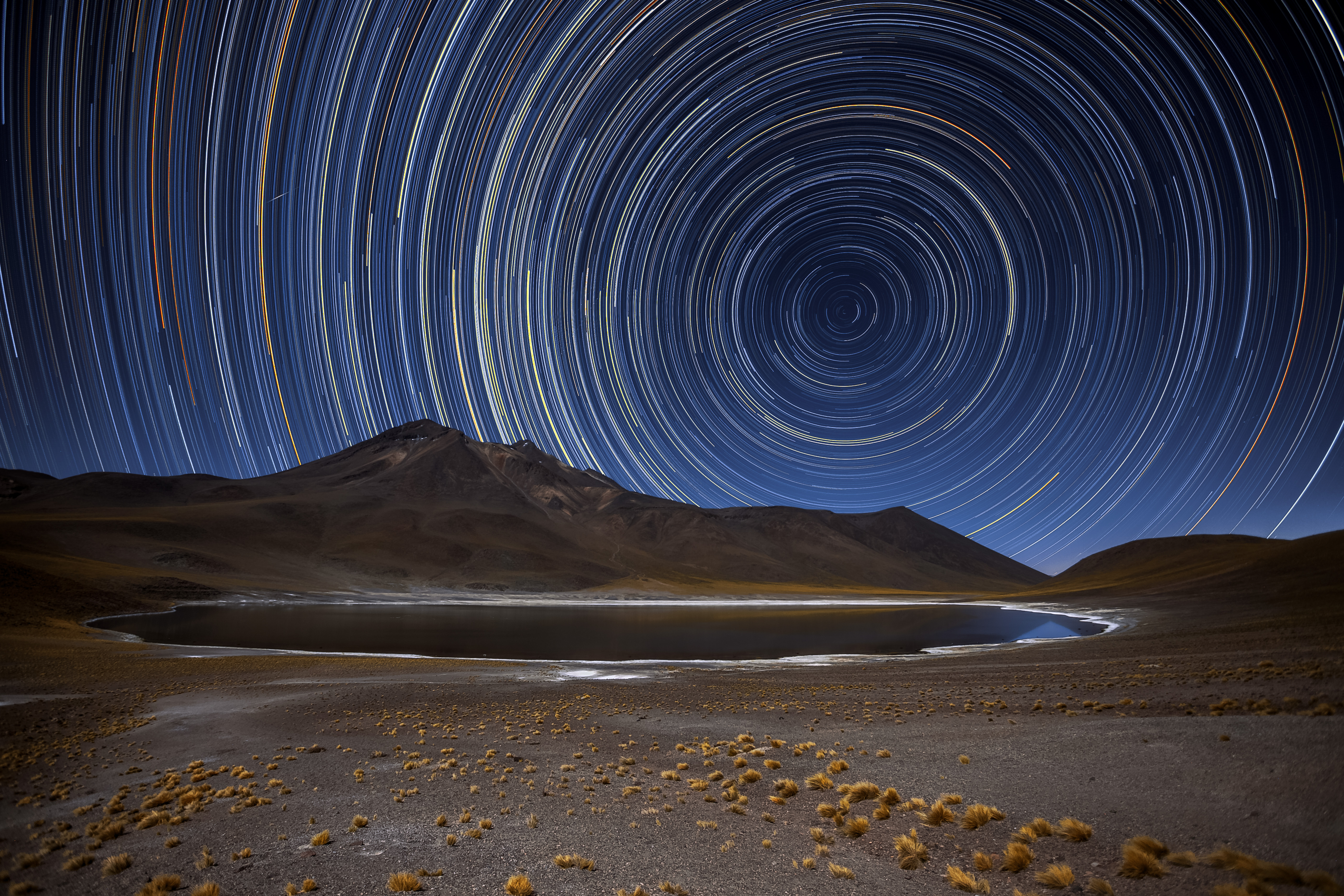
Foto mirando al polo sur en la noche sobre la laguna Miñiques obtenida con un tiempo de obturación de 7 horas.

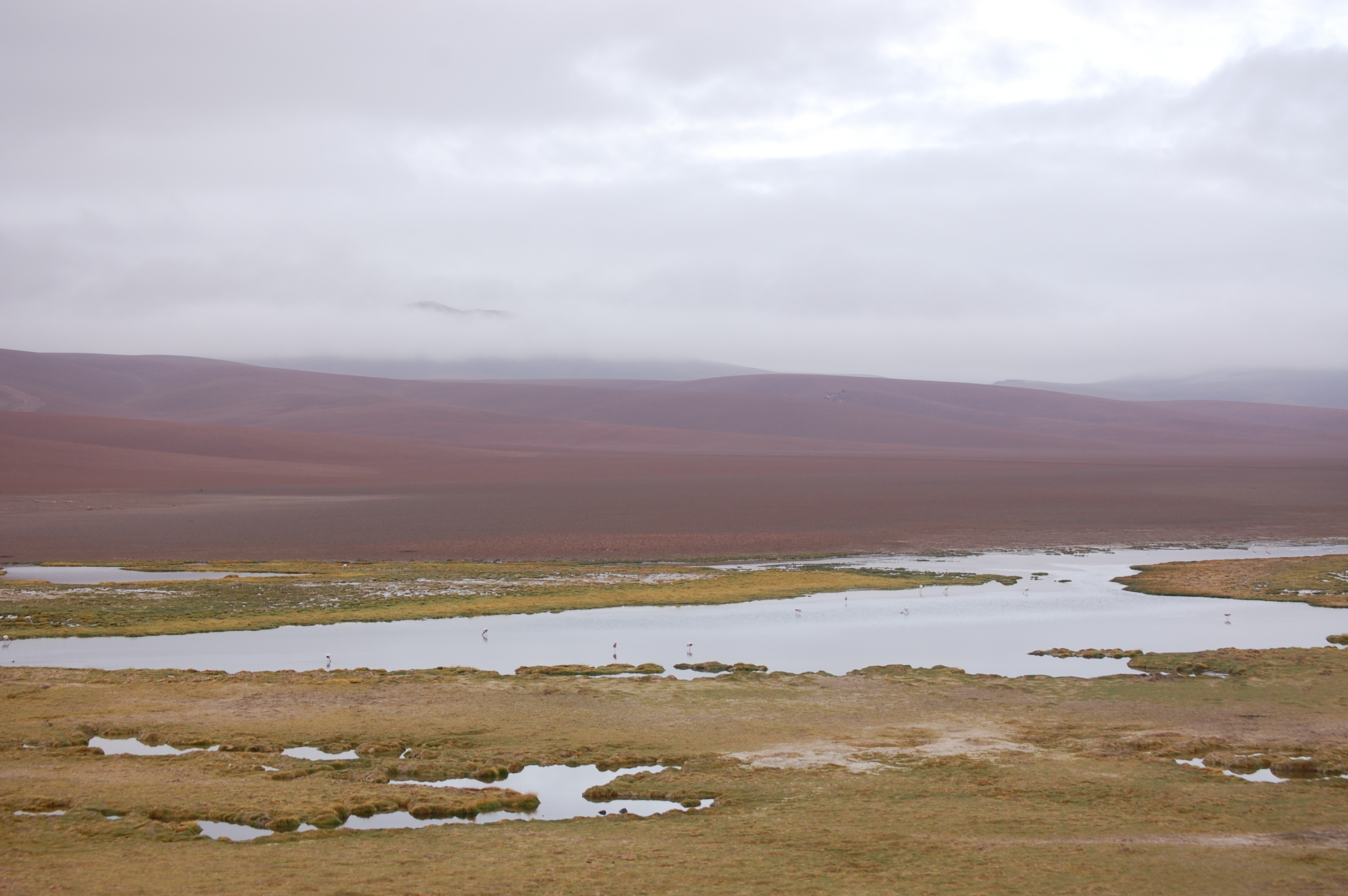
Salar de Pujsa.

El ítem se ubica en la Región de Antofagasta, Provincia de El Loa, Comuna de San Pedro de Atacama, en la meseta altiplánica sobre los 4.000 m s. n. m. Por ser una meseta altiplánica rodeada de mayores alturas, se han formado cuencas endorreicas en un clima de extrema aridez pero con lagunas y salares.: 20 
Estas cuencas limitan al norte, este y sur con las cuencas fronterizas entre salares Atacama y Socompa de Chile y al oeste con la cuenca del salar de Atacama.

## Población
Por su lejanía con otros centros poblados y por su difícil acceso, no hay población permanente en estas cuencas, tampoco áreas de cultivos. El retén de Carabineros de Chile ubicado en el salar Laco, es, si se quiere, la única población permanente en el ítem 024. El paso de Jama y el paso de Sico, ya en el ítem 023, comunican a la zona con la República trasandina, pero el control en el primero se hace en el salar de Atacama y luego en las instalaciones ubicadas al otro lado de la frontera.: 14–15 

## Subdivisiones
Para mejor estudio y gestión, la Dirección General de Aguas ha subdividido el ítem en 9 subcuencas con sendas subsubcuencas en el inventario BNA.: 11 
| Cuenca                                                  | Subcuenca | Subsubcuenca | Aguas                                           | Área drenaje km² | Observaciones |
| ------------------------------------------------------- | --------- | ------------ | ----------------------------------------------- | ---------------- | ------------- |
| 024 Endorreica entre Fronterizas y Salar Atacama (mapa) |           |              |                                                 |                  |               |
| 024                                                     | 0240      | 02400        | Laguna Parico, Laguna Helada y Salar de Pujsa   | 774              |               |
| 024                                                     | 0241      | 02410        | Salar de Quisquiro y Aguas Calientes            | 909              |               |
| 024                                                     | 0242      | 02420        | Salar de Aguas Calientes y Alto del Lari        | 1253             |               |
| 024                                                     | 0243      | 02430        | Laguna Lejia                                    | 211              |               |
| 024                                                     | 0244      | 02440        | Lagunas Miscanti y Miñiques                     | 469              |               |
| 024                                                     | 0245      | 02450        | Laguna Tuyajto Chico y Salar de Laco            | 520              |               |
| 024                                                     | 0246      | 02460        | Laguna de Tuyajto                               | 223              |               |
| 024                                                     | 0247      | 02470        | Salar de Talar y Purisunchi                     | 672              |               |
| 024                                                     | 0248      | 02480        | Laguna del Cabo                                 | 277              |               |
| total:                                                  | 9         | 9            | Región: II (100%) / Tipo: Endorreica / Desemb.: | 4534             |               |

En el inventario DARH la subdivisión aparece como:
| Código     | Nombre                           | Código en mapa                   | Tipología de cuenca              | Vertiente de cuenca              | Origen de cuenca                 | Temperatura media anual (C°)     | Temperatura máxima (C°)          | Temperatura mínima (C°)          | Precipitación anual (mm)         | Número de estaciones fluviométricas | Número de estaciones pluviométricas | Área (km²)                       |
| ---------- | -------------------------------- | -------------------------------- | -------------------------------- | -------------------------------- | -------------------------------- | -------------------------------- | -------------------------------- | -------------------------------- | -------------------------------- | ----------------------------------- | ----------------------------------- | -------------------------------- |
| 0204       | Cuencas Altiplánicas Endorreicas | Cuencas Altiplánicas Endorreicas | Cuencas Altiplánicas Endorreicas | Cuencas Altiplánicas Endorreicas | Cuencas Altiplánicas Endorreicas | Cuencas Altiplánicas Endorreicas | Cuencas Altiplánicas Endorreicas | Cuencas Altiplánicas Endorreicas | Cuencas Altiplánicas Endorreicas | Cuencas Altiplánicas Endorreicas    | Cuencas Altiplánicas Endorreicas    | Cuencas Altiplánicas Endorreicas |
| 020400     | Laguna Helada                    | 0                                | Arreica                          | NA                               | Pluvial                          | 4.5                              | 16.9                             | -10.8                            | 69.9                             | 0                                   | 0                                   | 214.7                            |
| 02040100   | Salar Quisquiro                  | 1                                | Endorreica                       | NA                               | Pluvial                          | 4.5                              | 16.6                             | -10.3                            | 60.3                             | 0                                   | 0                                   | 818.8                            |
| 0204010000 | Salar Aguas Calientes            | 2                                | Endorreica                       | NA                               | Pluvial                          | 3.8                              | 15.9                             | -11.0                            | 58.0                             | 0                                   | 0                                   | 260.2                            |
| 020402     | Salar de Pujsa                   | 0                                | Endorreica                       | NA                               | Pluvial                          | 2.6                              | 14.5                             | -12.0                            | 56.6                             | 0                                   | 0                                   | 630.2                            |
| 020403     | Laguna Aguas Calientes           | 0                                | Endorreica                       | NA                               | Pluvial                          | 3.6                              | 15.5                             | -10.7                            | 55.8                             | 0                                   | 0                                   | 1177.7                           |
| 020404     | Laguna Lejía                     | 0                                | Endorreica                       | NA                               | Pluvial                          | 3.4                              | 15.1                             | -10.8                            | 51.4                             | 0                                   | 0                                   | 202.8                            |
| 020405     | Salar el Laco                    | 0                                | Endorreica                       | NA                               | Pluvial                          | 4.0                              | 15.8                             | -10.1                            | 58.6                             | 0                                   | 0                                   | 333.7                            |
| 020406     | Salar de Talar                   | 0                                | Endorreica                       | NA                               | Pluvial                          | 5.0                              | 16.3                             | -8.7                             | 48.2                             | 0                                   | 0                                   | 488.1                            |
| 020407     | Laguna Tuyajto                   | 0                                | Endorreica                       | NA                               | Pluvial                          | 3.5                              | 15.1                             | -10.4                            | 56.8                             | 0                                   | 0                                   | 249.5                            |
| 020408     | Cerro Incahuasi                  | 0                                | Endorreica                       | NA                               | Pluvial                          | 3.8                              | 15.4                             | -10.1                            | 58.2                             | 0                                   | 0                                   | 106.5                            |
| 020409     | Laguna Miniques                  | 0                                | Endorreica                       | NA                               | Pluvial                          | 4.1                              | 15.5                             | -9.7                             | 47.5                             | 0                                   | 0                                   | 18.4                             |
| 020410     | Laguna Miscanti                  | 0                                | Endorreica                       | NA                               | Pluvial                          | 2.8                              | 14.3                             | -11.1                            | 55.0                             | 0                                   | 0                                   | 281.7                            |
| 020411     | Salar de Capur                   | 0                                | Endorreica                       | NA                               | Pluvial                          | 5.7                              | 17.0                             | -7.8                             | 43.3                             | 0                                   | 0                                   | 133.9                            |
| 020412     | Cerro Cosor                      | 0                                | Endorreica                       | NA                               | Pluvial                          | 5.0                              | 16.4                             | -8.6                             | 44.9                             | 0                                   | 0                                   | 109.8                            |
| 020413     | Laguna del Cabo                  | 0                                | Endorreica                       | NA                               | Pluvial                          | 5.6                              | 16.8                             | -7.7                             | 39.7                             | 0                                   | 0                                   | 292.6                            |

## Hidrología

### Red hidrográfica
Los cuerpos de agua considerados en esta categoría son:
| Salar                           | Altura [m] | Superficie del sistema salino [km²] | Área de la cuenca [km²] | Área de las lagunas [km²] | Precipitación [mm/año] | Evaporación potencial [mm/año] |
| Salar de Loyoques o Quisquiro   | 4.150      | 80                                  | 676                     | 5                         | 150                    | 1.500                          |
| Salar de Aguas Calientes Norte  | 4.280      | 15                                  | 281                     | 2-3                       | 150                    | 1.500                          |
| Salar de Pujsa                  | 4.500      | 18                                  | 634                     | 1-10                      | 150                    | 1.500                          |
| Salar de Aguas Calientes Centro | 4.200      | 134                                 | 1.168                   | 9                         | 150                    | 1.500                          |
| Salar de El Laco                | 4.250      | 16                                  | 306                     | 2,2                       | 200                    | 1.500                          |
| Salar de Aguas Calientes Sur    | 3.950      | 46                                  | 476                     | 2-3                       | 150                    | 1.500                          |
| Salar de Capur                  | 3.950      | 27                                  | 137                     | 0,9                       | 150                    | 1.500                          |

### Glaciares
El inventario público de glaciares de Chile 2022 contabiliza 8 glaciares en el área del ítem, cubriendo un área de 0,14 km² pero sin un volumen apreciable de agua acumulada.

### Humedales
No hay humedales asociados a las cuencas del ítem 024.

## Clima

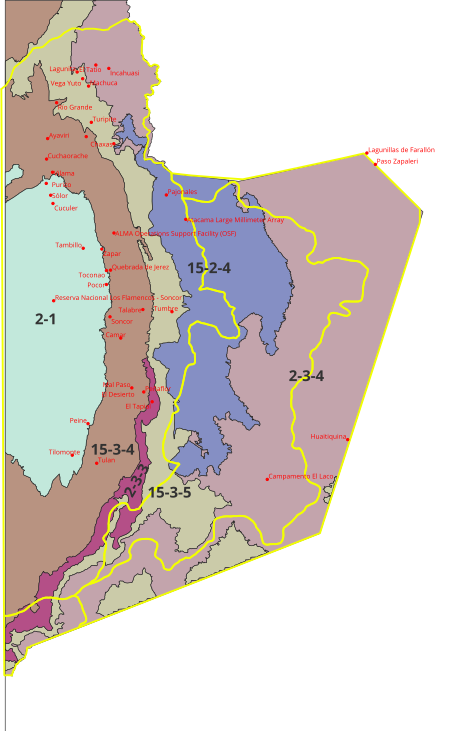
Distritos agroclimáticos en las cuencas.

El informe de la DGA establece que  "La mayor parte de las precipitaciones en estas cuencas son de origen tropical-amazónico y ocurren durante el verano del hemisferio sur (invierno boliviano o altiplánico). Estas precipitaciones son de carácter convectivo, con una alta variabilidad espacial y se concentran en los meses de enero y febrero, fenómeno que desaparece hacia el sur siendo mínimo en la región de Atacama. En invierno, incluso primavera, suelen registrarse precipitaciones sólidas (nieve) producto de la llegada de eventuales frentes polares. Si bien estas son relevantes, su monto es inferior a las lluvias estivales.": 20 
Estas condiciones climáticas, extremas, de aridez y frío, solo permiten la subsistencia de vegetación especializada como la que sobrevive en los bofedales.
El Atlas agroclimático de Chile distingue 4 distritos agroclimáticos en la cuenca:
- 15-3-5  Estepa de altura fría con régimen de humedad xérico (BSkXe). La temperatura oscila entre un máximo de enero de 11,4 °C y un mínimo de julio de -7 °C. Tiene un promedio de 0 días consecutivos libres de heladas. En el año se registra un promedio de 360 heladas. El periodo de temperaturas favorables a la actividad vegetativa dura 0 meses. Registra anualmente 81 días grado y 1.889 horas de frío acumuladas hasta el 31 de julio. La precipitación media anual es de 108 mm y un periodo seco de 12 meses, con un déficit hídrico de 1.559 mm/año. El período húmedo dura 0 meses durante los cuales se produce un excedente hídrico de 0 mm.
- 15-2-4  Estepa de altura fría con régimen de humedad árido (BSkAr). La temperatura oscila entre un máximo de enero de 7,7 °C y un mínimo de julio de -11,1 °C. Tiene un promedio de 0 días consecutivos libres de heladas. En el año se registra un promedio de 365 heladas. El período de temperaturas favorables a la actividad vegetativa dura 0 meses. Registra anualmente 14 días grado y 1.800 horas de frío acumuladas hasta el 31 de julio. La precipitación media anual es de 211 mm y un período seco de 10 meses, con un déficit hídrico de 1.189 mm/año. El período húmedo dura 0 meses durante los cuales se produce un excedente hídrico de 0 mm.
- 2-3-4  Estepa de altura fría con régimen de humedad xérico (BSkXe). La temperatura oscila entre un máximo de enero de 11,8 °C y un mínimo de julio de -10,3 °C. Tiene un promedio de 0 días consecutivos libres de heladas. En el año se registra un promedio de 365 heladas. El período de temperaturas favorables a la actividad vegetativa dura 0 meses. Registra anualmente 61 días grado y 1.800 horas de frío acumuladas hasta el 31 de julio. La precipitación media anual es de 119 mm y un período seco de 12 meses, con un déficit hídrico de 1.511 mm/año. El período húmedo dura 0 meses durante los cuales se produce un excedente hídrico de 0 mm.
- 2-3-3  Estepa de altura fría con régimen de humedad xérico (BSkXe). La temperatura oscila entre un máximo de enero de 15,4 °C y un mínimo de julio de -4 °C. Tiene un promedio de 0 días consecutivos libres de heladas. En el año se registra un promedio de 321 heladas. El período de temperaturas favorables a la actividad vegetativa dura 0 meses. Registra anualmente 211 días grado y 1.909 horas de frío acumuladas hasta el 31 de julio. La precipitación media anual es de 61 mm y un período seco de 12 meses, con un déficit hídrico de 1.798 mm/año. El período húmedo dura 0 meses durante los cuales se produce un excedente hídrico de 0 mm.

## Actividades económicas
Las principales actividades económicas realizadas en las cuencas son la minería, el turismo y la ganadería extensiva trashumante que ejercen algunas comunidades indígenas atacameñas.: 20  Por lo menos una parte del terreno asignado al Atacama Large Millimeter Array se encuentra dentro de los límites del ítem 024, según se puede apreciar en el mapa de OpenTopoMap.
Como no existen cauces permanentes, tampoco hay embalses, bocatomas o canales con la sola excepción de un desvío de agua para la localidad de Peine.: 91 

## Áreas protegidas
En el ítem existen las siguientes zonas bajo protección:: 82 
- Reserva nacional Los Flamencos. Alrededor del 50% del área de la reserva se encuentra dentro del ítem.
- Sitio RAMSAR: Salar de Pujsa
- Sitio prioritario de conservación de la biodiversidad: Laguna Lejía

También se han declarado 44 ecosistemas como humedales protegidas por Resolución DGA N°529/03 que considera la protección y delimitación de los acuíferos alimentadores de vegas y bofedales de la cuenca.: 82 